# Валенштадт
Валенштадт (нім. Walenstadt) — місто  в Швейцарії в кантоні Санкт-Галлен, виборчий округ Зарганзерланд.
В горах над Валенштадтом розташований Валештадтберг.

## Географія
Місто розташоване на відстані близько 145 км на схід від Берна, 35 км на південь від Санкт-Галлена.
Валенштадт має площу 45,7 км², з яких на 6,1% дозволяється будівництво (житлове та будівництво доріг), 34,4% використовуються в сільськогосподарських цілях, 40,6% зайнято лісами, 19% не є продуктивними (річки, льодовики або гори).

## Демографія
2019 року в місті мешкало 5705 осіб (+7,9% порівняно з 2010 роком), іноземців було 18,9%. Густота населення становила 125 осіб/км².
За віковим діапазоном населення розподілялося таким чином: 20,7% — особи молодші 20 років, 59,3% — особи у віці 20—64 років, 20% — особи у віці 65 років та старші. Було 2482 помешкань (у середньому 2,3 особи в помешканні).
Із загальної кількості 2256 працюючих 124 було зайнятих в первинному секторі, 504 — в обробній промисловості, 1628 — в галузі послуг.

## Транспорт

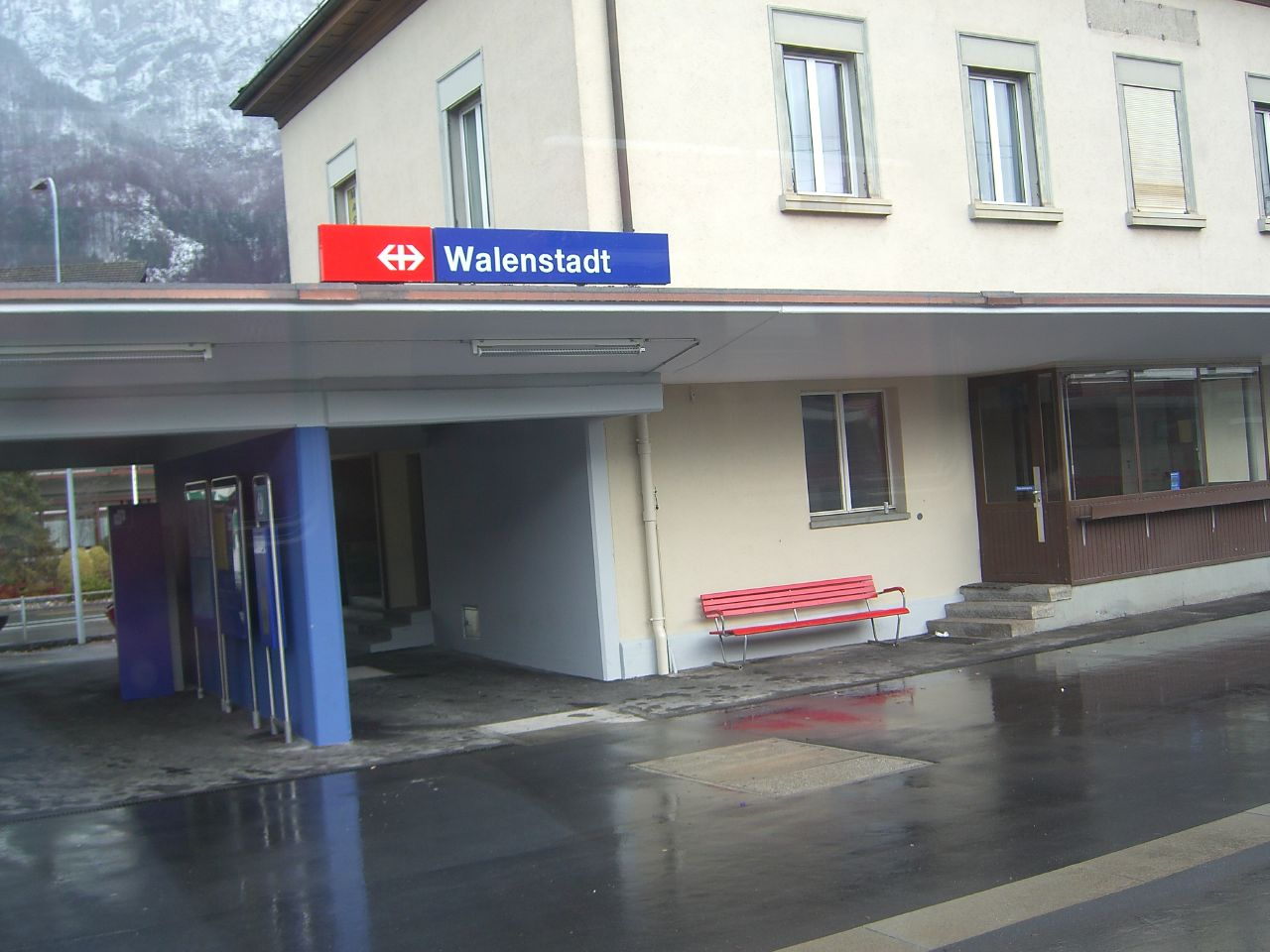
Залізнична станція Валенштадт

- залізнична станція Валенштадт;
- автобусні маршрути: 442.

## Музичний фестиваль

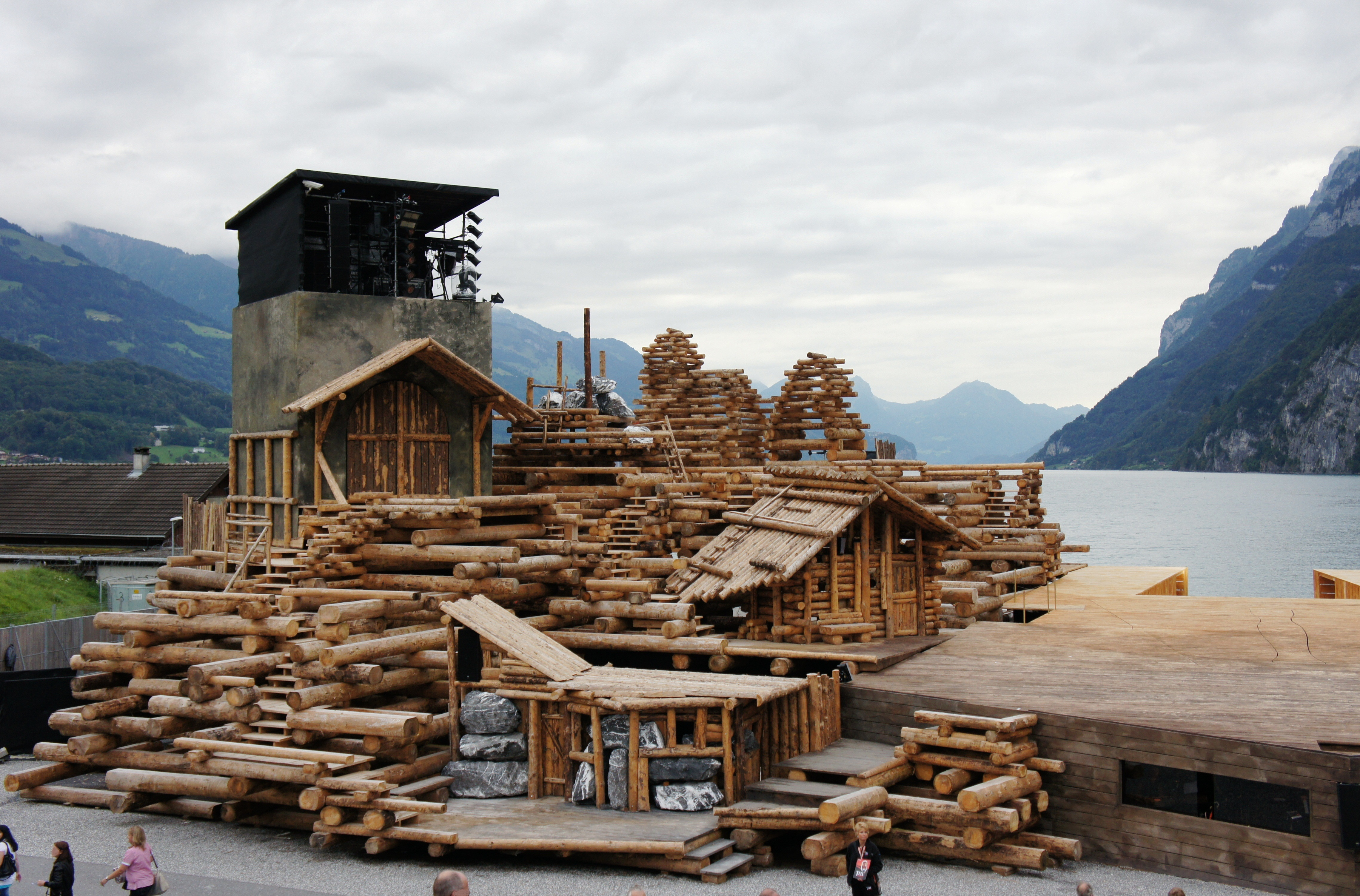
Walensee-Bühne

## Пов'язані особи
У Валенштадті народилися:
- ліхтенштейнський гірськолижник Марко Бюхель;
- Деян Джокіч (2000) — швейцарський футболіст боснійського походження (виступає за ФК Вадуц);

## Галерея

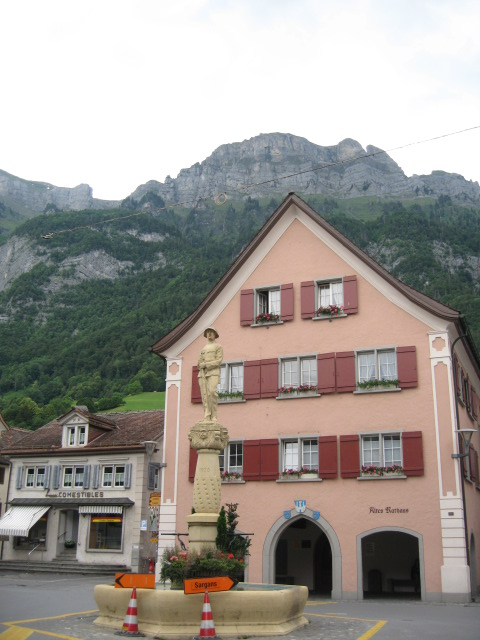
Центр Валенштадту
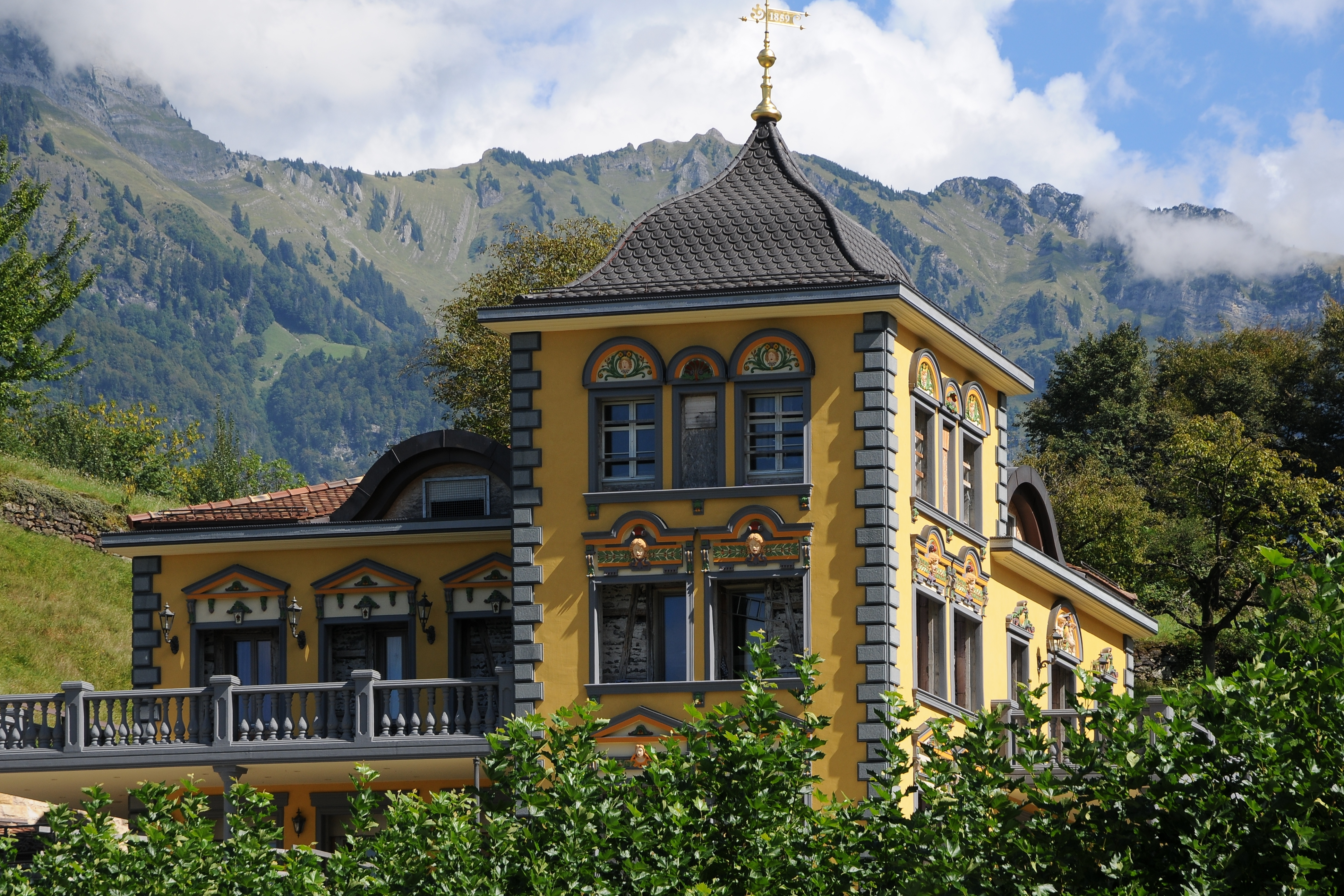
Центр Боммерштайн для шукачів притулку
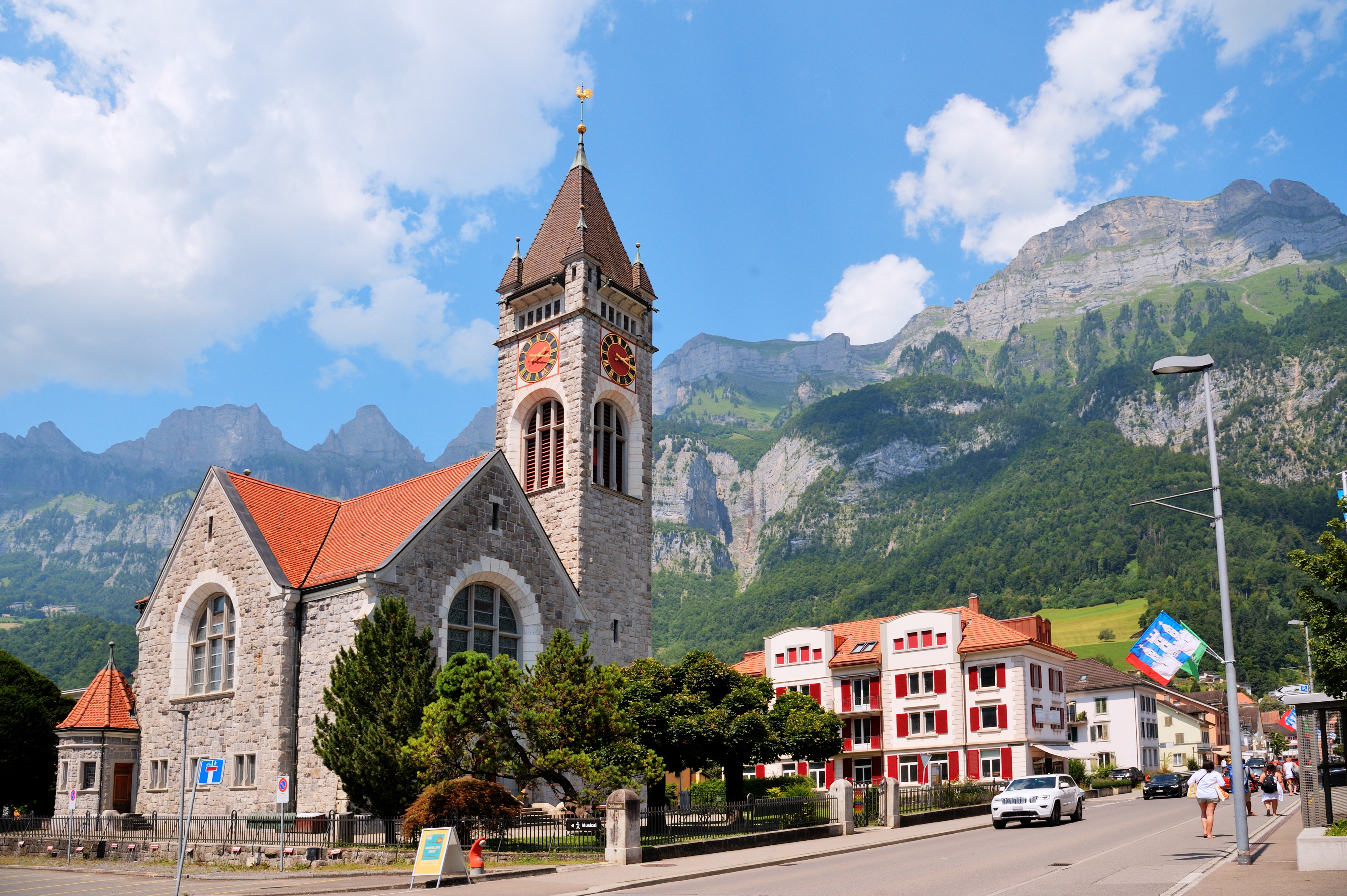
Реформаторська церква
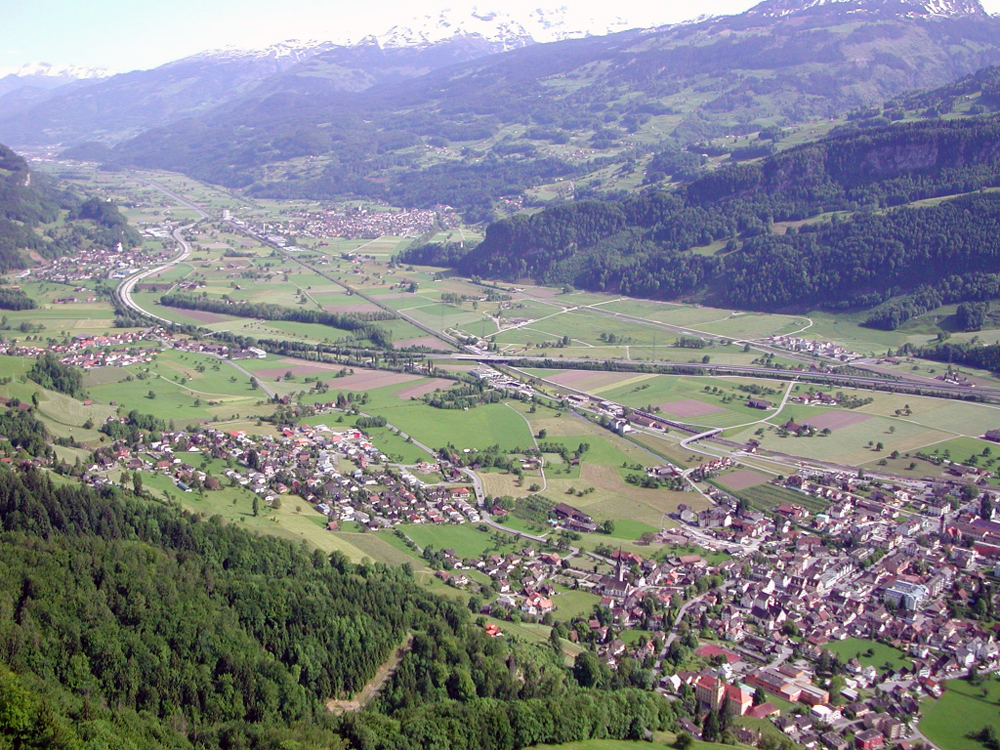
Вид з гори над Валенштадтом, Валенштадт знизу праворуч
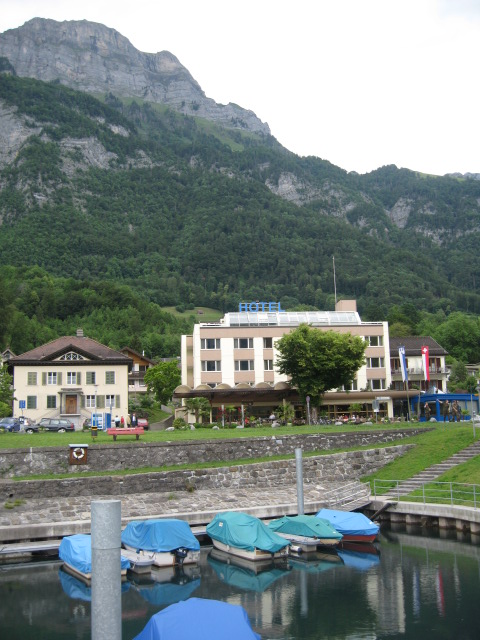
Порт на озері
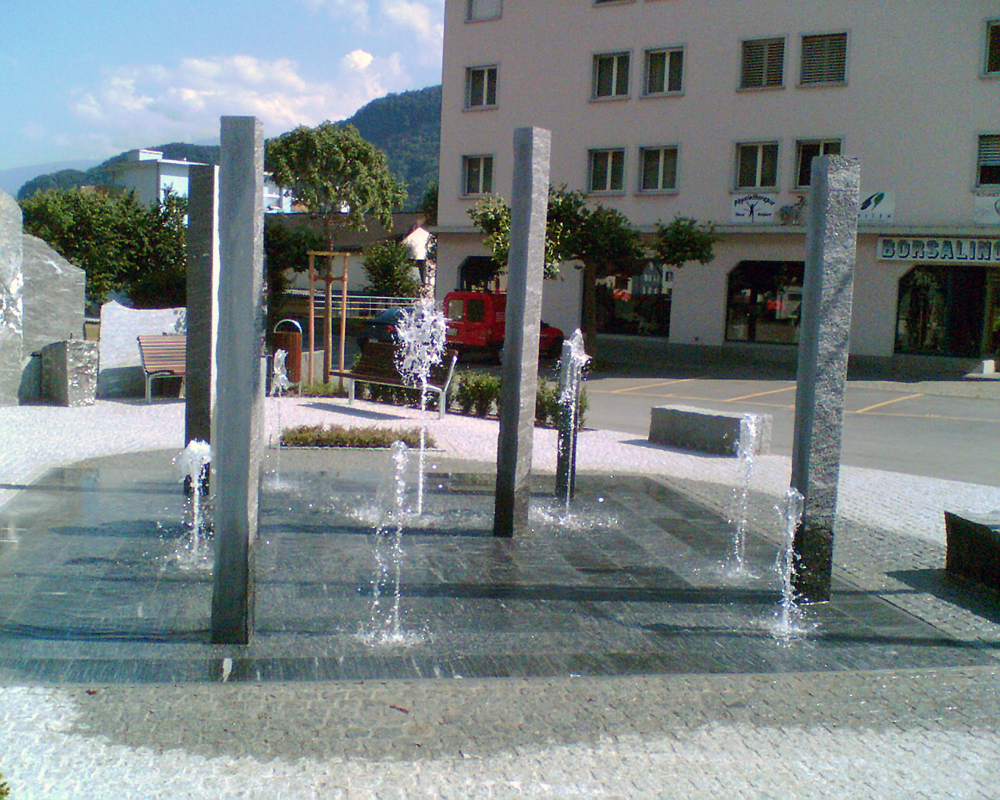
Фонтани у центрі
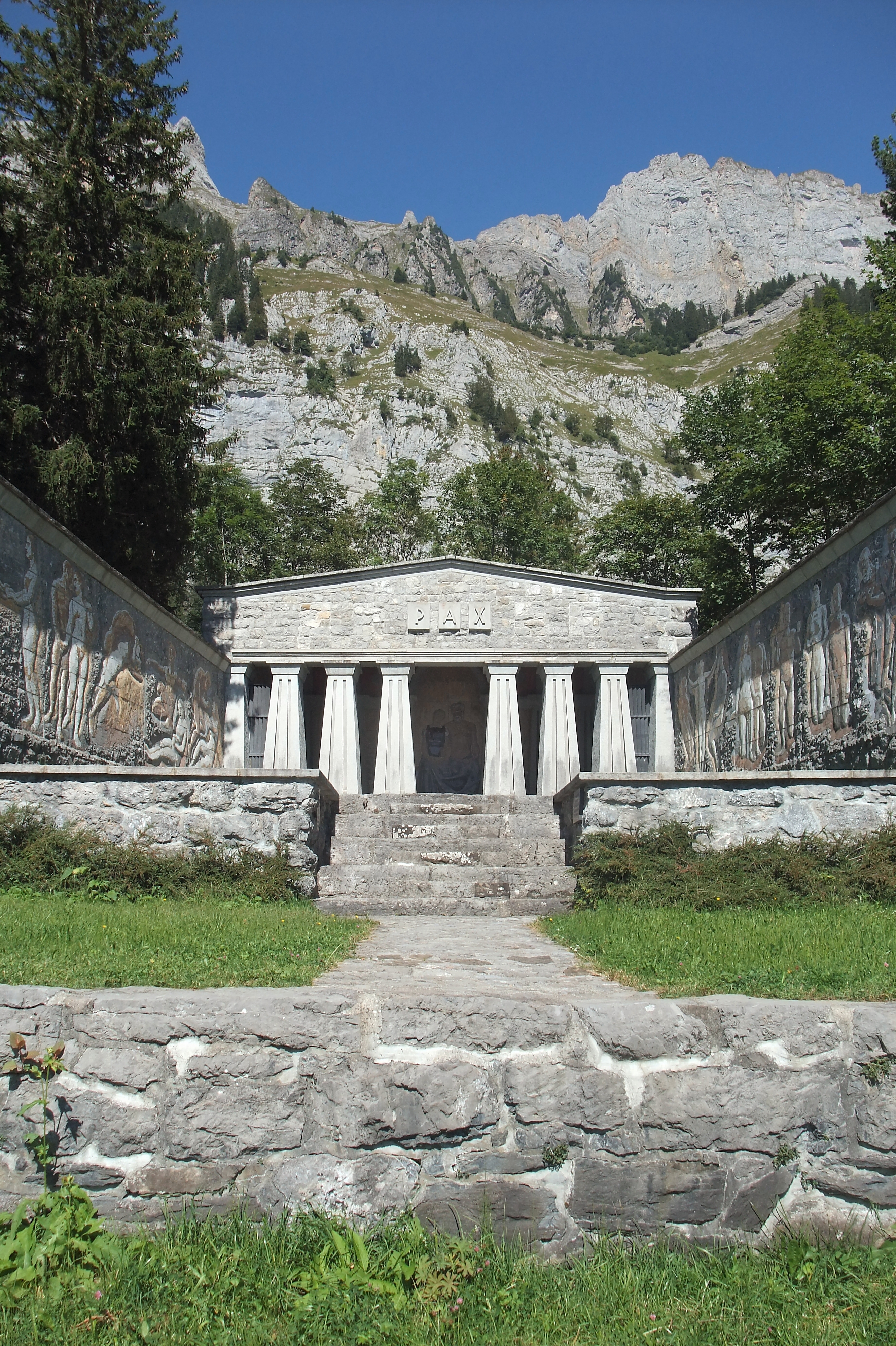
Паксмаль в горах біля Валенштадту (висота 1282 м над рівнем моря)
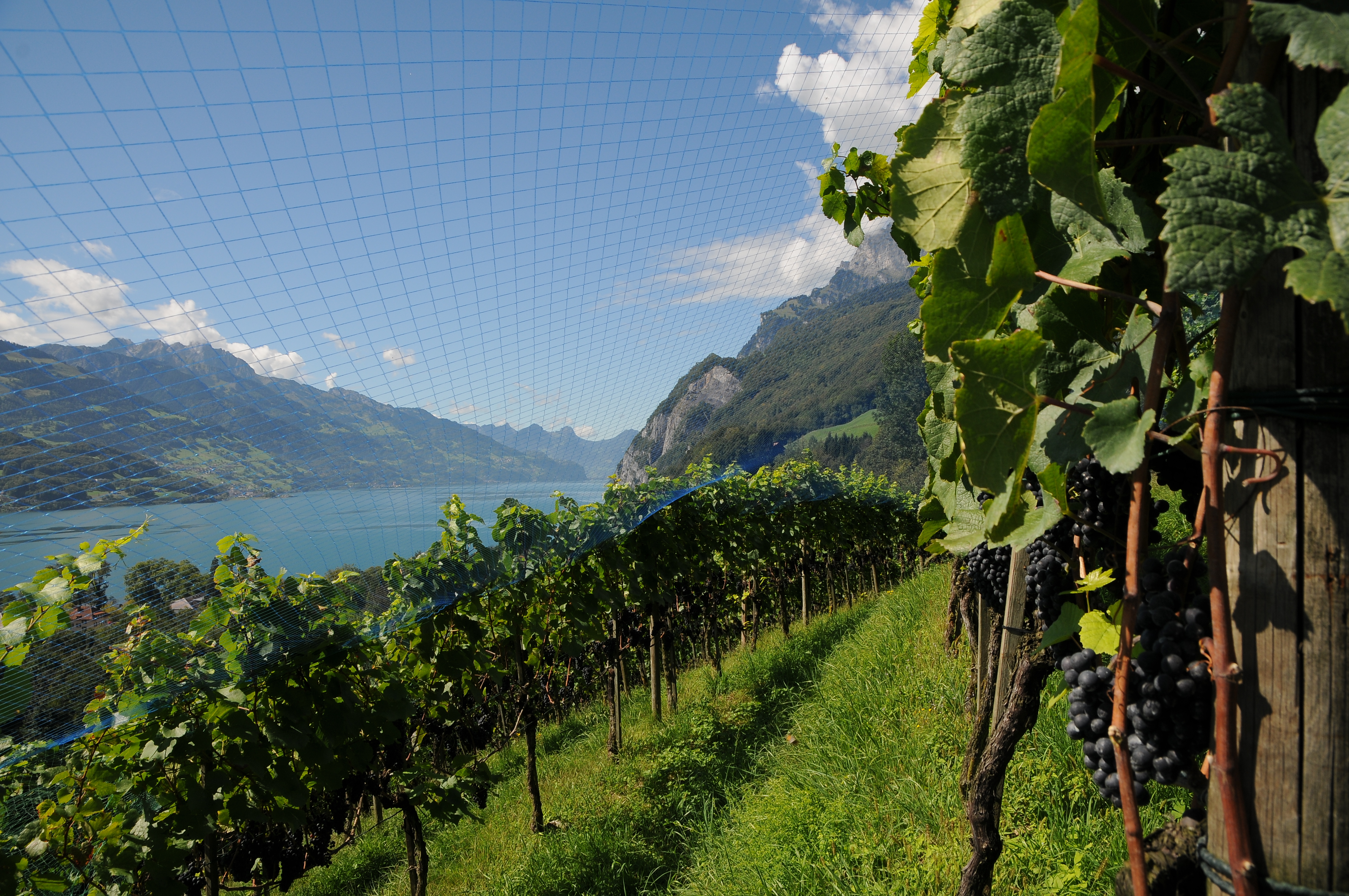
Виноградники
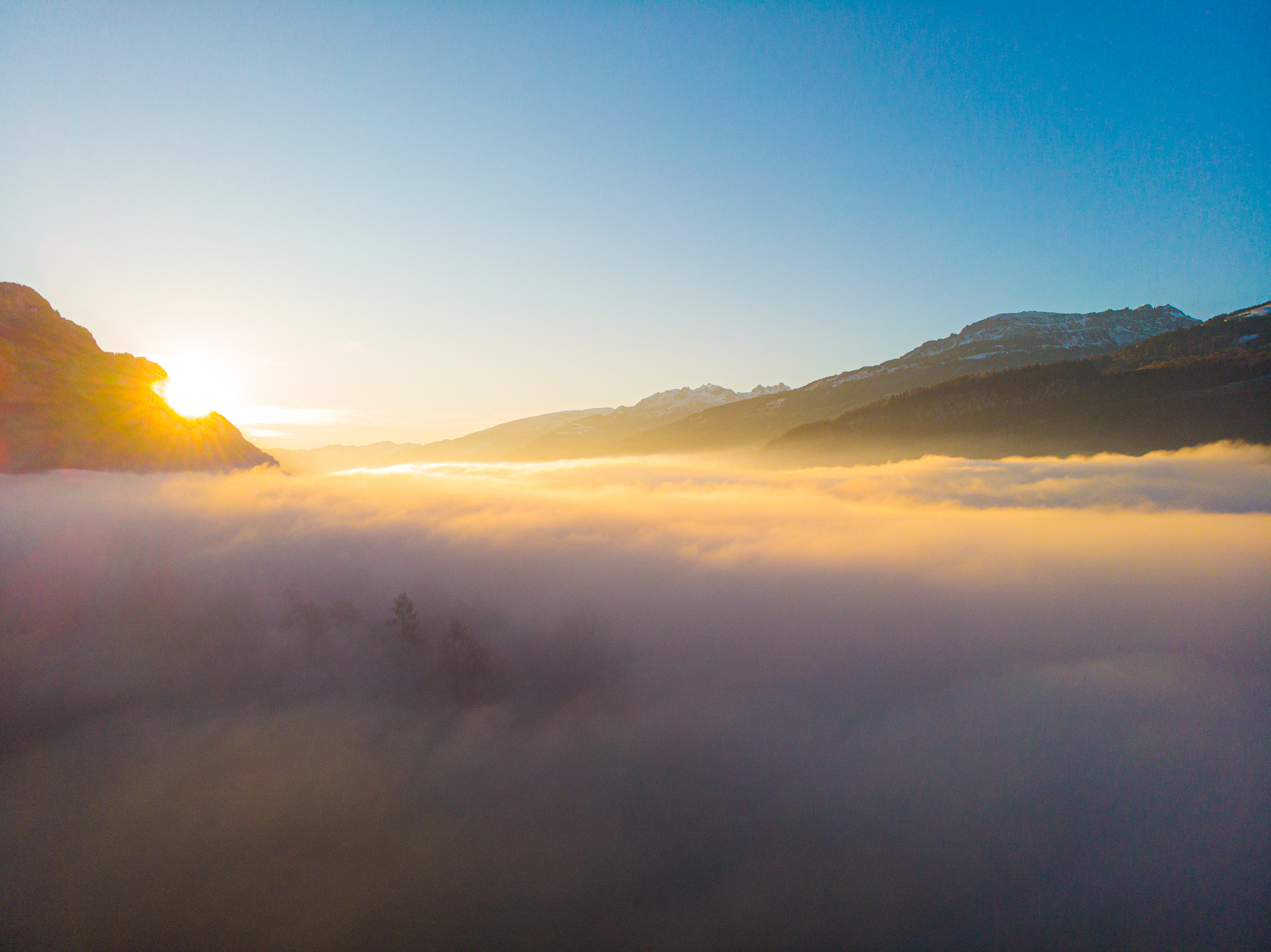
Схід сонця над туманом у Валенштадтберзі